# Marek Lechowski
Marek "Necrosodom" Lechowski (ur. 6 grudnia 1979 we Wrocławiu) – polski muzyk, kompozytor, multiinstrumentalista i autor tekstów. Lechowski działalność artystyczną rozpoczął w 1996 roku w blackmetalowym zespole Devotee. W grupie występował do 2003 roku. W 2000 roku dołączył do deathmetalowej formacji Anima Damnata. W latach 2003–2006 był basistą formacji Throneum. W 2003 roku jako gitarzysta i wokalista dołączył do zespołu Thunderbolt. W grupie występował do jej rozwiązania w 2007 roku. W latach 2006–2009 wielokrotnie występował z zespołem Infernal War, wspierając zespół sesyjnie w roli wokalisty i basisty. W latach 2007–2012 gitarzysta sesyjny, wspomagający na koncertach wrocławski Infidel.
W grudniu 2009 roku dołączył do zespołu Azarath. Muzyk zastąpił współzałożyciela formacji - basistę i wokalistę Bartłomieja "Bruna" Waruszewskiego. Współpracę tę kontynuował do marca 2017 roku. W grudniu 2008 roku Lechowski powołał zespół Deus Mortem. W 2010 roku muzyk wystąpił w teledysku do utworu "Alas, Lord Is Upon Me" formacji Behemoth. Lechowski współpracował także z zespołami Vermin Plague, Witchmaster, Shemhamforash, Mord, Tortorum oraz Plaga.

## Dyskografia
Anima Damnata
- Reh (2001, demo, wydanie własne)
- Suicidal Allegiance Upon The Sacrificial Altar Of Sublime Evil And... (2001, demo, wydanie własne)
- Gods of Abhorrence (2002, Pagan Records, split z Throneum)
- Agonizing Journey Through the Burning Universe and Transcendental Ritual of Transfiguration (2003, Pagan Records)
- Tormenting Pale Flesh of the Syphilic Holy Whore (2005, EP, Morbid Moon Records)
- Atrocious Disfigurement of the Redeemer's Corpse at the Graveyard of Humanity (2007, Morbid Moon Records)
- Nefarious Seed Grows to Bring Forth Supremacy of the Beast (2017, Malignant Voices/Godz Ov War Poductions)

Inne
- Vermin Plague - Reh. 06.2000 (2000, demo, wydanie własne)[16]
- Thunderbolt - Inhuman Ritual Massmurder (2004, Agonia Records)[17]
- Blitzkrieg - 819 (2004, Time Before Time Records)[18]
- Throneum - Pestilent Death (2005, Apocalyptor Records)
- Thunderbolt - Apocalyptic Doom (2007, Agonia Records)[19]
- Throneum - Deathmass of the Gravedancer (2007, Displeased Records)[20]
- Shemhamforash - Metamorphemous (2007, wydanie własne)
- Black Altar - Death Fanaticism (2008, Odium Records, gościnnie: wokal)[21]
- Mord - Necrosodomic Abyss (2008, Osmose Productions)[22]
- Infidel - Ejauculating Chaos (2009, Old Temple)[23]
- Azarath - Holy Possession (2011, EP, Witching Hour Productions)
- Azarath - Blasphemers' Maledictions (2011, Witching Hour Productions)[24]
- Kvltist - Catechesis (2015, World Terror Commitee Productions)[25]
- Arkona - Lunaris (2016, Debemur Morti Productions)[26]
- Azarath - In Extremis (2017, Agonia Records)[27]